# 東京都会計管理局
東京都会計管理局（とうきょうとかいけいかんりきょく、英称：Tokyo Metropolitan Government Bureau of Accounting）は、東京都の公営企業に関するものを除き、現金及び有価証券等の出納・保管、支出負担行為の確認、決算の調製、会計事務の企画・指導・検査、公金の管理・運用、各局への用品の供給等に関する事務等を行う知事部局である。

## 事業所

### 管理部
局の予算、決算及び会計、組織及び定数、公文書類の収受、配布、発送、編集及び保存、情報公開及び個人情報の保護に係る連絡調整等、局所属職員の人事及び給与並びに福利厚生、局事務事業に関する法規の調査及び解釈、局事務事業の広報及び広聴並びに進行管理、用品、局内他の部及び課に属しない事項、歳計現金、歳入歳出外現金及び定額の資金を運用するための基金に属する現金及び有価証券の保管、基金に属する現金及び有価証券の出納保管及び運用、公金管理に係る総合的な情報の収集、調査及び分析、一時借入金その他支払資金、指定金融機関、指定代理金融機関及び収納代理金融機関並びに出納取扱金融機関及び収納取扱金融機関、準公営企業に係る現金及び有価証券の保管及び運用、局事務事業の企画及び調整、管理改善及び行政評価の実施、情報化施策の企画、調整及び推進、会計制度の企画、立案、調査及び調整、会計事務及び物品管理事務の指導統括、会計事務及び物品管理事務の検査、指定金融機関、指定代理金融機関及び収納代理金融機関並びに出納取扱金融機関及び収納取扱金融機関の検査、歳入の徴収又は収納の事務及び支出の事務の受託者の検査、重要物品の記録管理、収入証紙、決算の調製、決算の附属書類及び参考資料等の調製、財務会計システムの管理及び運用、収入支出命令の審査、都公金の出納、送付現金及び保管有価証券の出納保管、国の歳入徴収、支出負担行為の確認、保管金の出納、債権の管理、国費の支払、国庫補助金等の受入れの促進、その他国及び準公営企業の会計等の事務を行っている。

### 警察・消防出納部
警視庁の歳入及び歳出並びに雑部金に関する収入及び支出並びに定額の資金を運用するための基金に関する支出の命令の審査及びその支出命令に基づく支払、警視庁の現金及び有価証券の出納保管、収入証紙の出納保管、これらのに掲げる事務に係る記録管理、東京消防庁の歳入及び歳出並びに雑部金に関する収入及び支出並びに定額の資金を運用するための基金に関する支出の命令の審査及びその支出命令に基づく支払、現金及び有価証券の出納保管、収入証紙の出納保管、これらのに掲げる事務に係る記録管理に関する事務を行っている。

## マスコットキャラクター
- なし